# Лочмеле, Луция
Луция Лочмеле (латыш. Lūcija Ločmele, 24 августа 1951) — советский и латвийский кинорежиссёр.

## Биография
Луция Лочмеле родилась 21 августа 1951 года в Цесисе, городе на северо-востоке Латвии.
Окончила Рижскую школу прикладного искусства (1970) и режиссёрский факультет Всесоюзного государственного института кинематографии (1981).
Принимала участие в работе студии самодеятельного ансамбля Дворца культуры завода ВЭФ «Ригас пантомима» под руководством Роберта Лигерса. Работала на Рижской киностудии, где провела десять лет и ушла на ТВ в 1991, когда процесс производства фильмов был практически прекращён.
Снимала короткометражные фильмы, сюжеты для киножурналов. Была отмечена на Московском всесоюзном кинофестивале (1981). С 1983 режиссёр-постановщик самостоятельных полнометражных художественных фильмов для детской и юношеской аудитории.
Лауреат кинофестиваля во Флоренции за картину «Чужой» и национальной кинонаграды «Lielais Kristaps» («Большой Кристап») за ленту «Свечка, яркая как солнце».
В 1992—1996 совладелец и режиссёр «TV Kanāls 4». С 1997 работала в рекламе на различных телевизионных каналах.
Член Союза кинематографистов c 1989 года. Состоит в Латвийской гильдии кинорежиссёров и в рижском Ротари Клубе.

## Фильмография
- 1978/1987 — «Одинокий голос человека — художник (в соавт.)
- 1983 — «Погода на август» / Laika prognoze augustam — режиссёр
- 1986  — «Свечка, яркая как солнце» / Saulessvece — режиссёр
- 1986  — «Чужой» / Svešais — режиссёр